# El siciliano (película)
El siciliano es una película de 1987 basada en la novela homónima de Mario Puzo (El padrino), dirigida por Michael Cimino y protagonizada por Christopher Lambert y Terence Stamp.

## Argumento
Historia de Salvatore Giuliano, bandido siciliano que se veía a sí mismo como benefactor de los pobres y que intenta liberar Sicilia de la corrupción del gobierno de Roma y de la Mafia.

## Reparto
| Actor               | Personaje                   |
| ------------------- | --------------------------- |
| Christopher Lambert | Salvatore Giuliano          |
| Terence Stamp       | Príncipe Borsa              |
| Joss Ackland        | Don Masino Croce            |
| John Turturro       | Pisciotta                   |
| Barbara Sukova      | Camilla, duquesa de Crotone |
| Giulia Boschi       |                             |